# Paul Strähle
Paul Strähle (* 20. Mai 1893 in Schorndorf; † 8. Mai 1985 ebenda) war ein deutscher Flugpionier, Jagdflieger und Luftbildfotograf. 

## Leben
Strähle war der Sohn des Schorndorfer Schmiedemeisters Wilhelm Strähle und seiner Frau Elise. Von 1908 bis 1911 besuchte er die königlich-württembergische Fachschule für Feinmechanik, Elektromechanik und Uhrmacherei in Schwenningen. Im Anschluss war er als Volontär bei den NSU Motorenwerken beschäftigt, bis er im Oktober 1913 als Freiwilliger seinen Militärdienst beim Luftschifferbataillon IV antrat. Mit Kriegsbeginn wurde er der Besatzung des Heeresluftschiffs Z VII zugeteilt. Im Folgejahr absolvierte er eine Pilotenausbildung in der Fliegerschule in Köslin und wurde 1916 als Aufklärer und ab 1917 als Jagdflieger eingesetzt. 1918 wurde er Staffelführer der Jagdstaffel 57. Er schoss 15 gegnerische Flugzeuge ab und wurde dabei selbst am 27. September 1918 schwer verwundet.
Nach Ende des Ersten Weltkriegs studierte er an der Technischen Hochschule Stuttgart Ingenieurwesen und erwarb 1919 drei entmilitarisierte Flugzeuge vom Typ Halberstadt CL.IV. Aufgrund der Bestimmungen des Versailler Vertrages wurden diese jedoch 1920 beschlagnahmt. Ein Jahr später konnte Strähle sie zum zehnfachen Betrag des ursprünglichen Preises bei der Reparationskommission wieder auslösen und beantragte als erster Privatunternehmer die Lizenz für Post- und Passagierflüge. Von da an flog er regelmäßig zwischen Stuttgart (Wasen) und Konstanz, ab 1922 auch von Böblingen nach Nürnberg. 1923 musste er auf Grund finanzieller Schwierigkeiten seine Fluglinien einstellen, da der Staat nur die Deutsche Aero Lloyd und die Junkers Luftverkehr subventionierte. Von 1921 bis 1923 hatte der Luftverkehr Strähle laut den Bordbüchern 825 Passagiere und 5235 kg Post auf einer Strecke von 119.712 km transportiert.
Danach spezialisierte sich Strähle auf die Sportfliegerei mit Fallschirmsprüngen sowie die Luftbildfotografie. Auch wenn er standortbedingt vorrangig württembergische Landschaften und Städte ablichtete, erstellte er doch auch Aufnahmen in anderen Regionen wie Berlin, Breslau, Dresden und Hamburg. Zwischen 1919 und 1938, als Strähle diese Tätigkeit einstellen musste, fertigte er über 42.000 Schrägluftaufnahmen an, von denen viele als Vorlagen für zeitgenössische Ansichtskarten bzw. in Büchern Verwendung fanden.

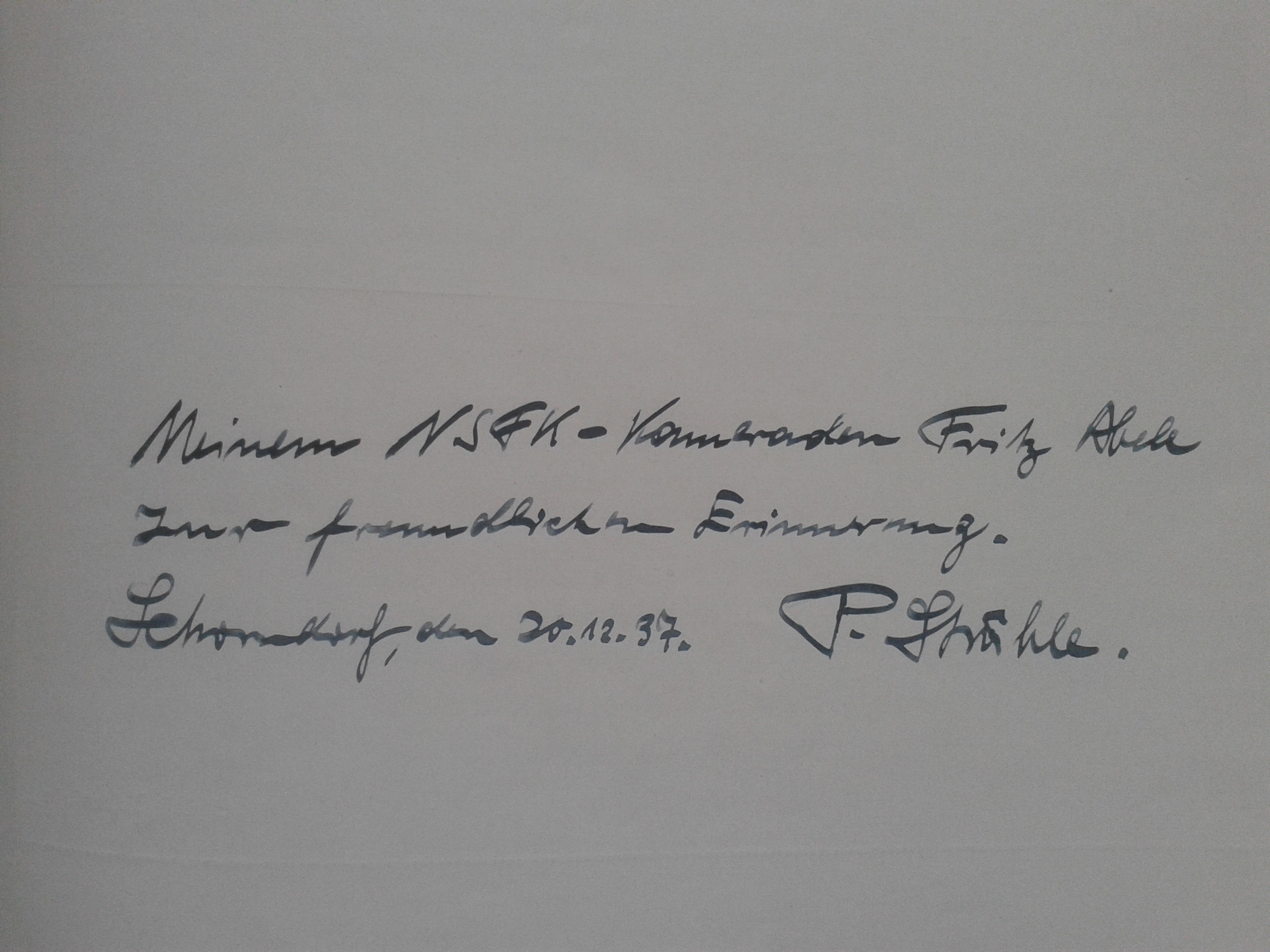
Signierte Widmung, seinem „NSFK-Kameraden“ Fritz Abele (1915–1994), Schorndorf 1937, in: Paul Strähle: Süddeutschland von oben, 1925.

Strähle war NSDAP-Mitglied und Angehöriger des Nationalsozialistischen Fliegerkorps (NSFK). Als Offizier der Luftwaffe wurde er während des Zweiten Weltkriegs in der Luftaufklärung u. a. an der Ostfront eingesetzt. Die Entwicklung des belichteten Materials erfolgte in LKW, die zu diesem Zweck nach Plänen Strähles zu mobilen Dunkelkammern umgerüstet worden waren. Auch private Filmaufnahmen Strähles vom Kriegsverlauf in der Sowjetunion sind überliefert. Die am Boden und in der Luft erstellten Filme zeigen die von den deutschen Angreifern zerstörten Städte, sowjetische Kriegsgefangene, die jüdische Bevölkerung vor Ort und öffentliche Hinrichtungen von „Partisanen“.
Strähle galt nach einem mehrjährigen Entnazifizierungsverfahren an der Spruchkammer Schorndorf 1950 als „entnazifiziert“; in einem Berufungsverfahren wurde er von der Belastetengruppe III („Minderbelastet“) in die Belastetengruppe IV („Mitläufer“) hinuntergestuft. Nach der Erlaubnis des deutschen Luftverkehrs durch die Alliierten Mitte der 1950er Jahre nahm Strähle seine Luftbildtätigkeit wieder auf und fertigte bis zum Ende des Jahrzehnts weitere 9000 Luftaufnahmen an, welche sich bis heute im Familienarchiv befinden.
Paul Strähle war der Vater des Unternehmers und Rennfahrers Paul-Ernst Strähle.

## Ehrungen
- 1917 Königlicher Hausorden von Hohenzollern
- 1969: Verdienstkreuz 1. Klasse der Bundesrepublik Deutschland
- 1972: Luftpost-Plakette
- Benennung einer Straße in Schorndorf

## Werke
- Paul Strähle: Süddeutschland von oben. Erste [und einzige] Folge: Württemberg und Hohenzollern. Einhundert Aufnahmen aus dem Flugzeug. Einführung und Erläuterungen von Dr. Carl Uhlig, Tübingen, Alexander Fischer Verlag 1925.